# Cứu Thế Quân
Cứu Thế Quân (Salvation Army), hoặc Đạo quân Cứu thế, là một hệ phái Tin Lành  (Evangelical) thuộc cộng đồng Kháng Cách (Protestant), cũng là một tổ chức  xã hội với các hoạt động từ thiện được tổ chức giống mô hình quân đội.
Cứu Thế Quân có hơn 1,5 triệu thành viên bao gồm các binh sĩ, sĩ quan, và thiện nguyện viên. Cứu Thế Quân hiện có mặt tại 126 quốc gia, điều hành các cửa hàng từ thiện, các địa điểm cư trú cho người vô gia cư, cứu trợ thiên tai, và trợ giúp nhân đạo cho các nước đang phát triển. Mục tiêu của tổ chức này là "phát triển Cơ Đốc giáo... trong các lãnh vực giáo dục, giảm nghèo, và các hoạt động từ thiện khác..."
Trụ sở của Cứu Thế Quân đặt tại 101 đường Nữ hoàng Victoria, Luân Đôn, Anh Quốc.

## Lịch sử
Cứu Thế Quân được thành lập ngày 5 tháng 7 năm 1865 bởi William Booth tại Khu Đông Luân Đôn (the East End), như là một phong trào Tin Lành (Evangelical) được gọi là Hiệp hội Phục hưng Cơ Đốc. Khi ấy, William Booth buộc phải rút lui khỏi giáo hội Giám Lý mà ông đang phục vụ trong  cương vị mục sư.
Năm 1878, tổ chức này được đổi tên thành Cứu Thế Quân với cơ cấu tổ chức và đồng phục được mô phỏng theo quân đội. Cứu Thế Quân được đặt dưới quyền lãnh đạo của một tướng quân (general), hiện nay là André Cox, Tướng quân thứ 20.
Ban đầu những người qui đạo từ những nỗ lực của Cứu Thế Quân đa phần là người nghiện rượu, nghiện ma tuý, gái mại dâm và những thành phần bất hảo khác của xã hội. Họ là những người bị các giáo hội khác từ khước hoặc không muốn dính líu đến. Xuất phát từ phương pháp thực tiễn của Booth khi thi hành mục vụ, Cứu Thế Quân quyết định không giữ lại các thánh lễ (báp têm và tiệc thánh) trong nghi thức thờ phụng. Họ tin rằng phần lớn tín hữu Cơ Đốc ngày càng phụ thuộc vào hình thức bên ngoài của ân điển thay vì dựa vào chính ân điển ấy. Về thần học, William và vợ ông, Catherine, chịu ảnh hưởng bởi tư tưởng của Sứ đồ Phao-lô, tin rằng sự cứu rỗi được ban cho chỉ bởi ân điển của Thiên Chúa và được nhận lãnh chỉ bởi đức tin. Cả hai  nhận ra rằng hiện trạng của Cơ Đốc giáo hầu hết chỉ là sự tuân giữ nghi thức bên ngoài.

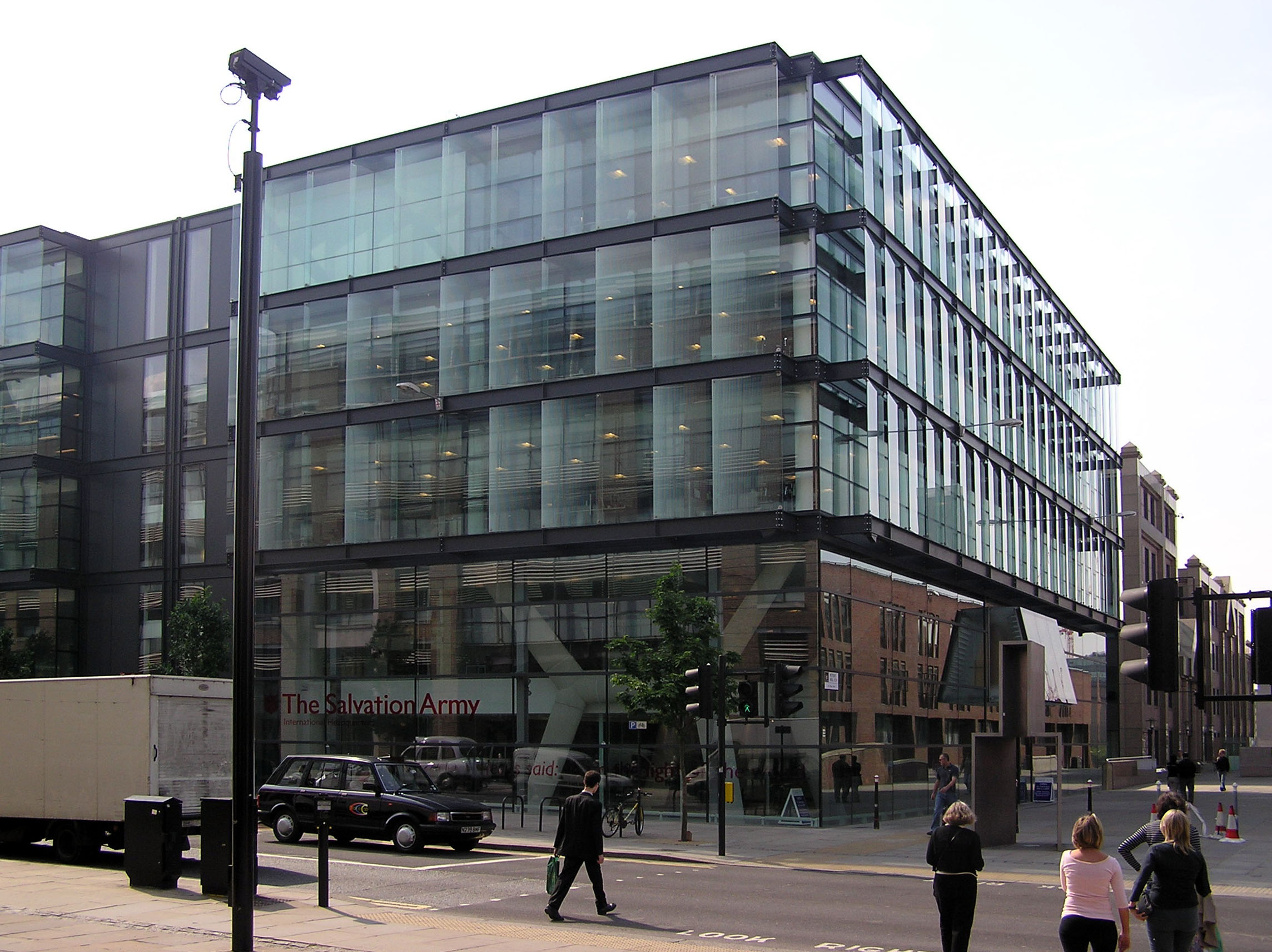
Trụ sở Cứu Thế Quân tại Luân Đôn

Trong số các xác tín truyền thống của Cứu Thế Quân có đòi hỏi các thành viên phải giữ mình khỏi rượu, thuốc lá, ma tuý và cờ bạc. Cứu Thế Quân mau chóng lớn mạnh, và nảy sinh từ tiến trình phát triển này là những va chạm xã hội. Một số người, tụ họp lại dưới cái tên Đạo quân Xương Sọ (Skeleton Army), thuê mướn những kẻ côn đồ đến phá phách các buổi tụ họp của Cứu Thế Quân, chiến thuật thường dùng của họ là ném đá, chuột chết, nhựa đường, và ngay cả tấn công các thành viên của Cứu Thế Quân.
Sứ mạng của Cứu Thế Quân là chinh phục thế giới cho Chúa Giê-xu. Tướng quân Booth, nhà sáng lập, đã giải thích, "Cứu thế chỉ đơn giản là thắng hơn và đánh bật cái xấu  khỏi thế gian". Ngay từ thời kỳ tiên khởi, Cứu Thế Quân đã đấu tranh không khoan nhượng với những điều họ tin là tội lỗi. Định nghĩa của họ về điều ác đặt nền tảng trên niềm tin của họ vào tính chân xác của Kinh Thánh Cơ Đốc giáo.
Đến đầu thế kỷ 21, Cứu Thế Quân phát triển các chương trình hoạt động đến hơn 100 quốc gia. Câu phương châm "Trái tim cho Thiên Chúa, đôi tay cho con người" (Heart to God and Hand to Man) là tâm điểm và là mục tiêu của tổ chức này. Tại Anh Quốc, Cứu Thế Quân hiện là đơn vị cung cấp các loại phúc lợi xã hội lớn thứ nhì, chỉ sau chính phủ.
Cứu Thế Quân đôi khi được gọi cách trìu mến là "Sally Ann" (chủ yếu là tại Canada). Tại Anh, tên thân mật của họ là "Sally Army", trong khi tại Úc, họ thường được nhắc đến với tên "Salvos".

## Âm nhạc

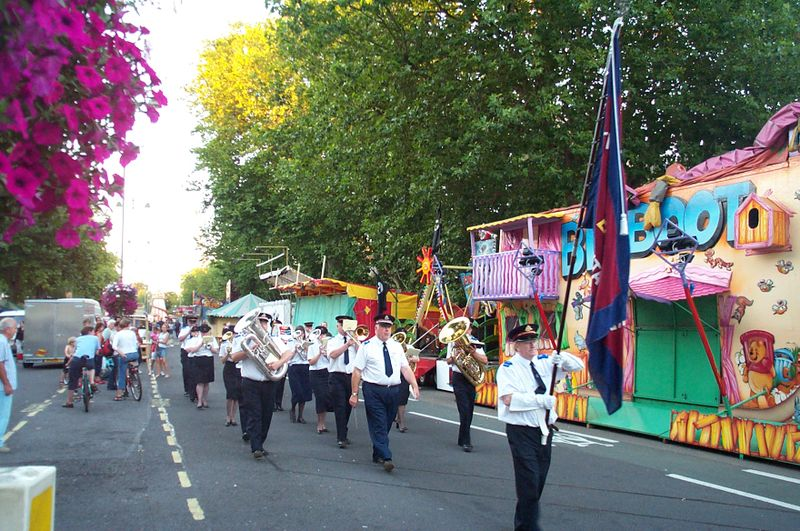
Một cuộc diễu hành âm nhạc của Cứu Thế Quân tại Oxford, Anh.

Khi tiếng tăm của Cứu Thế Quân lan rộng và khi những người lính Cứu thế quân đi ra trên khắp các đường phố Luân Đôn để rao giảng phúc âm và thuyết phục nhiều người qui đạo, họ cũng thu hút những đám đông bạo hành. Cùng lúc, xuất hiện một gia đình nhạc công, tên gọi Fry, bắt đầu cộng tác với Cứu Thế Quân bằng cách chơi nhạc để đánh lạc hướng những người bạo hành.
Từ lúc ấy, âm nhạc thường đồng hành với các hoạt động của Cứu Thế Quân, dần dần nhiều ban nhạc được thành lập. Những nhóm nhạc này, đa phần là các ban nhạc kèn đồng hoặc các nhóm nhỏ qui tụ những nhạc công với các loại nhạc cụ khác nhau, xuất hiện tại các chiến dịch, lễ hội và các cuộc diễu hành của Cứu Thế Quân trong mùa Giáng sinh.
Các ban nhạc này thường đủ sức đáp ứng các tiêu chuẩn cao về âm nhạc, một số có đẳng cấp quốc tế như International Staff Band, trình độ ngang với các ban nhạc chuyên nghiệp dù họ không tham gia các kỳ tranh tài. Nhiều nhạc công kèn đồng chuyên nghiệp trưởng thành từ Cứu Thế Quân, một số vẫn duy trì mối quan hệ với Cứu Thế Quân như Philip Smith, tay kèn trumpet chính của Dàn nhạc Giao hưởng New York (New York Philharmonic Orchestra).

## Sứ mạng
Cương lĩnh
"Cứu Thế Quân, một phong trào quốc tế, thuộc trào lưu Tin Lành (Evangelical) của hội thánh chung. Sứ điệp của Cứu Thế Quân đặt nền tảng trên Kinh Thánh. Hoạt động của Cứu Thế Quân xuất phát từ tình yêu Thiên Chúa. Sứ mạng của Cứu Thế Quân là rao giảng phúc âm của Chúa Giê-xu Cơ Đốc và đáp ứng các nhu cầu của con người trong danh của Ngài mà không có sự phân biệt".
Phương châm
Huyết & Lửa (Huyết biểu trưng sự cứu rỗi của Chúa Giê-xu và Lửa biểu trưng quyền năng của Chúa Thánh Linh).
Thần học
1. Xác tín rằng Kinh Thánh gồm Tân Ước và Cựu Ước được ban cho bởi sự soi dẫn của Thiên Chúa; chỉ có Kinh thánh xác lập các điều luật thiên thượng về đức tin và sống đạo Cơ Đốc.
2. Xác tín rằng chỉ có một Thiên Chúa, Ngài là toàn hảo vô hạn – là đấng Tạo hoá, đấng Bảo toàn và đấng Tể trị - chỉ có Ngài là đấng được tôn thờ.
3. Xác tín rằng có Ba Ngôi – Chúa Cha, Chúa Con và Chúa Thánh Linh.
4. Xác tín rằng bản thể thiên thượng và bản thể con người hiệp nhất trong thân vị của Chúa Giê-xu, ngài thật sự là Thiên Chúa, cũng thật sự là con người.
5. Xác tín rằng tổ phụ của chúng ta được tạo dựng trong sự vô tội (innocence), nhưng vì không chịu tuân phục Thiên Chúa, họ đã đánh mất phước hạnh và sự tinh khiết. Vì sự sa ngã của họ, mọi người trở nên tội nhân, hoàn toàn bại hoại, và vì vậy bị đặt dưới sự thịnh nộ của Thiên Chúa.
6. Xác tín rằng Chúa Giê-xu Cơ Đốc, bởi sự thống khổ và sự chết của ngài, đền tội cho toàn thể thế gian hầu cho mọi người đều được cứu rỗi.
7. Xác tín rằng sự hối cải để quay về với Thiên Chúa, đức tin vào Chúa Giê-xu Cơ Đốc, và sự tái sinh bởi Chúa Thánh Linh là cần có để được cứu rỗi.
8. Xác tín rằng chúng ta được xưng công chính bởi ân điển qua đức tin vào Chúa Giê-xu Cơ Đốc, hễ ai tin sẽ nhận được sự xác chứng trong lòng mình.
9. Xác tín rằng muốn được tiếp tục sống trong sự cứu rỗi, cần phải duy trì đức tin tuân phục trong Chúa Cơ Đốc.
10. Xác tín rằng được thánh hoá trọn vẹn là đặc quyền dành cho mọi tín hữu Cơ Đốc, toàn thể tâm linh, linh hồn và thể xác của tín hữu được giữ gìn trọn vẹn cho đến khi Chúa Giê-xu trở lại (1 Thessalonians 5.23, 24[4])
11. Xác tín vào sự sống vĩnh hằng của linh hồn; sự phán xét dành cho mọi người trong ngày tận thế; cuộc sống phước hạnh vĩnh cửu dành cho người công chính; và sự trừng phạt đời đời dành cho kẻ gian ác.

Cứu Thế Quân luôn nhìn xem mình là một giáo hội Cơ Đốc, nhưng quan điểm này trải qua nhiều năm đang bị xói mòn trong cái nhìn của công chúng. Ngày nay thực thể này được biết đến như là một tổ chức  thiện nguyện, khiến nhiều người thuộc Cứu Thế Quân muốn tái xác lập vai trò của họ như là một giáo hội Cơ Đốc.

## Cứu trợ

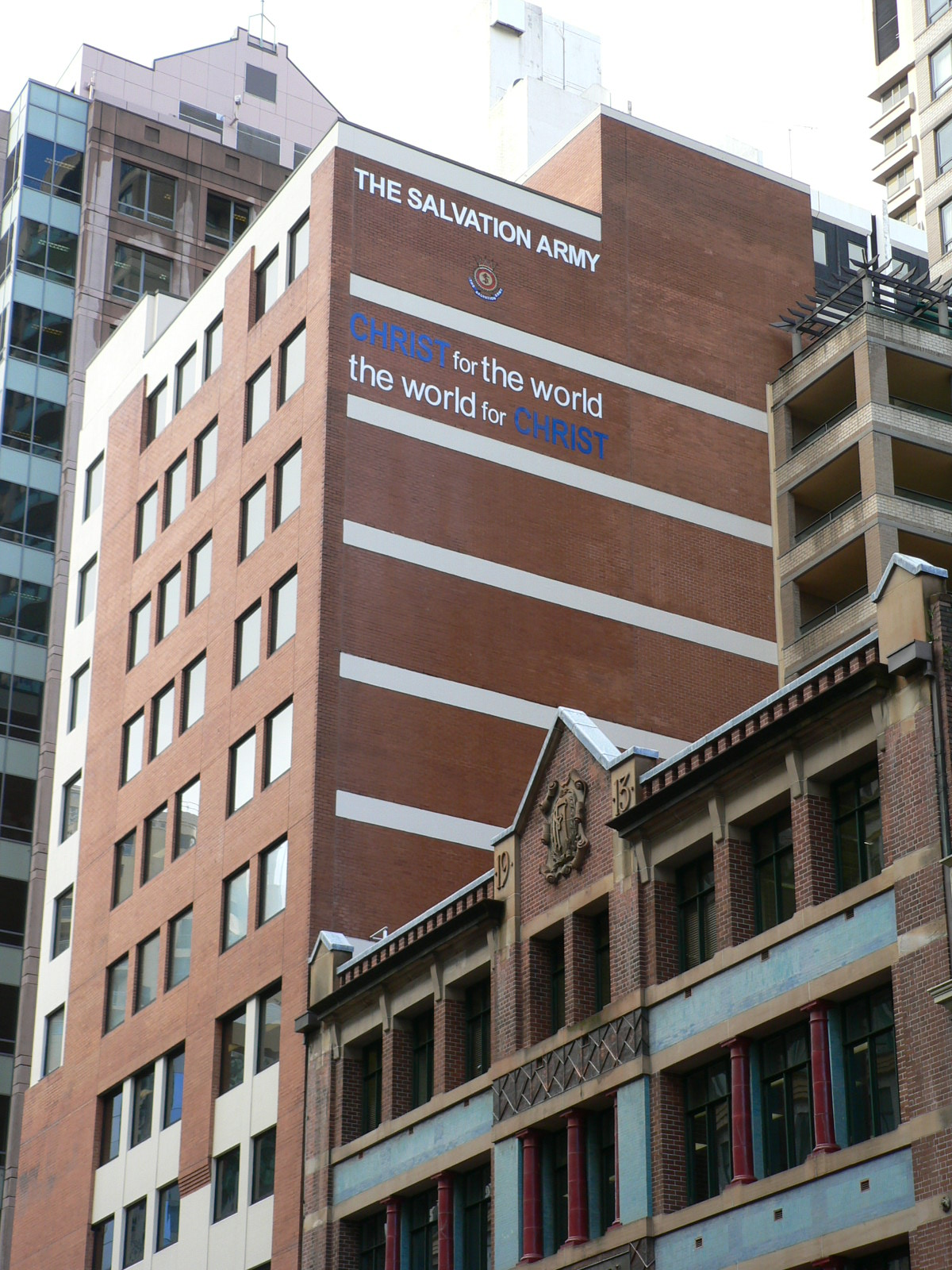
Trụ sở Cứu Thế Quân tại Sydney, Úc.

Cứu Thế Quân là một trong những tổ chức cứu tế phi chính phủ lớn nhất, những người lính Cứu Thế Quân thường ở trong số những người đầu tiên có mặt tại các địa điểm bị thiên tai hoặc nhân tai để trợ giúp. Những chương trình hoạt động của họ giúp giảm bớt sự thống khổ của các nạn nhân và giúp họ xây dựng lại cuộc sống.
Khi xảy ra Thảm họa Sóng thần Ấn Độ Dương năm 2004, Cứu Thế Quân có mặt kịp thời tại những vùng bị ảnh hưởng nặng nề nhất để trợ giúp nạn nhân cũng như tìm kiếm và chôn người chết. Từ lúc ấy, họ tiếp tục giúp xây dựng lại nhà cửa và đóng tàu thuyền mới giúp người dân trở lại nghề mưu sinh của mình. Cứu Thế Quân  hoạt động tích cực tại các vùng bị tàn phá bởi các cơn bão Hugo và Andrew, cũng như tại các vùng bị thiên tai ở Hoa Kỳ. Họ tiếp tục duy trì các chương trình trợ giúp tại các trại tị nạn ở Phi châu và các nơi khác. Tháng 8 năm 2005 họ cấp tốc cung ứng nước uống cho dân nghèo bị ảnh thưởng bởi đợt nắng nóng tại Hoa Kỳ.
Ngày 29 tháng 8 năm 2005, bão Katrina, thiên tai khủng khiếp nhất và gây thiệt hại lớn nhất trong lịch sử Hoa Kỳ kể từ trận động đất tại San Francisco năm 1906, tàn phá các tiểu bang Louisiana, Mississippi, Alabama và nhấn chìm thành phố New Orleans, những người lính Cứu Thế Quân đã có mặt kịp thời để trợ giúp nạn nhân, đồng thời đẩy mạnh chiến dịch quyên góp trên khắp Hoa Kỳ và nhiều nước khác cho các chương trình tái thiết những nơi bị tổn thất do cơn bão.

## Cửa hiệu Tiết kiệm và Công tác Từ thiện
Cứu Thế Quân nổi tiếng với mạng lưới các cửa hiệu tiết kiệm (thrift store) nhằm mục đích gây quỹ cho các hoạt động tôn giáo và từ thiện bằng cách bán những món đồ đã qua sử dụng được quyên tặng như áo quần, đồ gia dụng...
Tại nhiều nơi khắp Hoa Kỳ và Canada, Cứu thế quân xuất hiện rầm rộ trong mùa Giáng sinh khi những người thiện nguyện đứng bên ngoài các cơ sở kinh doanh, rung chuông quyên góp người đi đường. Chiến dịch này được tiến hành mỗi năm trên khắp Bắc Mỹ, thường thu được vài triệu mỹ kim. Có một truyền thống đặc biệt phát triển tại một vài nơi ở Hoa Kỳ khi những người ẩn danh lặng lẽ bỏ vào thùng quyên góp (kettle) những đồng tiền vàng. Truyền thống này bắt đầu tại Crystal Lake, Illinois, một khu ngoại ô thành phố Chicago. Hầu hết những đồng tiền vàng được quyên tặng trị giá vài trăm mỹ kim. Tại Thành phố New York, những người thiện nguyện đi ra quyên góp trong trang phục của ông già Noel.